# Agrisius
Agrisius is een geslacht van vlinders van de familie spinneruilen (Erebidae), uit de onderfamilie Arctiinae.

## Soorten
- A. fuliginosus Moore, 1872
- A. griseilinea De Joan, 1930
- A. guttivitta Walker, 1855
- A. strigibasis De Joannis, 1930